# Louise Stevens Bryant
Louise Stevens Bryant (1885–1956) fue una especialista en salud pública, escritora, editora y publicista estadounidense. Estuvo particularmente implicada en los campos de la sexualidad humana y salud materna, y fue la secretaria ejecutiva del Comité de Salud Materna de Robert Latou Dickinson de 1927 a 1935.

## Carrera
Bryant fue a Smith College y se graduó con un Bachelor de Ciencias en 1908. Trabajó en la Fundación Russell Sage, en el área de reforma escolar, y luego en la Universidad de Pensilvania, donde trabajó en la clínica de psicología clínica infantil de Lightner Witmer y simultáneamente estudiaba para un doctorado en ciencias médicas que obtuvo en 1914. Después de completar su doctorado,  trabajó en el Tribunal Municipal de Filadelfia, primero como jefa de la división del departamento criminal de mujeres, y luego, durante la guerra, como estadística para el jefe de gabinete. De 1919 a 1923, trabajó para las Girl Scouts de los EE. UU. como secretaria de educación y publicaciones.
En 1923, Bryant se unió al campo de la salud pública como empleada del Comité basado en Nueva York de desarrollo farmacéutico. En 1927 fue contratada por Robert Latou Dickinson como secretarioa ejecutiva del Comité Nacional de Salud Materna (CMH). Durante su tiempo como secretaria,  editó numerosas publicaciones de la CMH, incluyendo Control of Conception, un manual de técnicas anticonceptivas de 1931, y otros estudios académicos sobre sexología, contracepción, aborto y esterilidad. Dejó el CMH en 1935 tras un desacuerdo con Dickinson.
Bryant sirvió como la representante estadounidense del sexólogo inglés Havelock Ellis, y le ayudó a negociar la segunda publicación estadounidense de su trabajo de siete volúmenes Estudios en Psicología del Sexo en 1933. Trabajó como publicista para la Asociación Estadounidense de Mujeres Universitarias de 1938 a 1952.

## Vida personal
Louise Stevens Bryant se casó Arthur Bryant en 1909; se divorciaron en 1912. Su pareja romántica durante casi 35 años fue Lura Beam, una escritora y profesora. Se conocieron en la década de 1920, mientras ambas trabajaban para el CMH. Tras la muerte de Bryant en 1956, Beam publicó una biografía sobre ella titulada Legado de una vida; Una biografía de Louise Stevens Bryant (1963).